# Bundesstraße 435
Pour les articles homonymes, voir Route 435.
La Bundesstraße 435  est une ancienne Bundesstraße de Hambourg et dans le Land de Schleswig-Holstein.

## Situation et accès
Au croisement de la Bundesstraße 75, la route passe par Tonndorfer Hauptstraße, Rahlstedter Straße, Sieker Landstraße, la sortie de Stapelfeld de la Bundesautobahn 1, Braak, Großensee et Trittau.

## Historique
Après la construction de l'A 24 au début des années 1980, la partie de Stapelfeld à Trittau est déclassée en Landesstraße 92, puis en 2005 le reste de la route également.